# Grand Prix Monaka 2018
Grand Prix Monaka 2018 (oficiálně Formula 1 Grand Prix de Monaco 2018) se jela na okruhu Circuit de Monaco v Monte Carlu v Monaku dne 27. května 2018. Závod byl šestým v pořadí v sezóně 2018 šampionátu Formule 1.

## Kvalifikace
| Poř.                       | No. | Jezdec            | Konstruktér               | Časy v kvalifikaci | Časy v kvalifikaci | Časy v kvalifikaci | Pořadí na startu |
| Poř.                       | No. | Jezdec            | Konstruktér               | Q1                 | Q2                 | Q3                 | Pořadí na startu |
| -------------------------- | --- | ----------------- | ------------------------- | ------------------ | ------------------ | ------------------ | ---------------- |
| 1                          | 3   | Daniel Ricciardo  | Red Bull Racing-TAG Heuer | 1:12.013           | 1:11.278           | 1:10.810           | 1                |
| 2                          | 5   | Sebastian Vettel  | Ferrari                   | 1:12.415           | 1:11.518           | 1:11.039           | 2                |
| 3                          | 44  | Lewis Hamilton    | Mercedes                  | 1:12.460           | 1:11.584           | 1:11.232           | 3                |
| 4                          | 7   | Kimi Räikkönen    | Ferrari                   | 1:12.639           | 1:11.391           | 1:11.266           | 4                |
| 5                          | 77  | Valtteri Bottas   | Mercedes                  | 1:12.434           | 1:12.002           | 1:11.441           | 5                |
| 6                          | 31  | Esteban Ocon      | Force India-Mercedes      | 1:13.028           | 1:12.188           | 1:12.061           | 6                |
| 7                          | 14  | Fernando Alonso   | McLaren-Renault           | 1:12.657           | 1:12.269           | 1:12.110           | 7                |
| 8                          | 55  | Carlos Sainz Jr.  | Renault                   | 1:12.950           | 1:12.286           | 1:12.130           | 8                |
| 9                          | 11  | Sergio Pérez      | Force India-Mercedes      | 1:12.848           | 1:12.194           | 1:12.154           | 9                |
| 10                         | 10  | Pierre Gasly      | Scuderia Toro Rosso-Honda | 1:12.941           | 1:12.313           | 1:12.221           | 10               |
| 11                         | 27  | Nico Hülkenberg   | Renault                   | 1:13.065           | 1:12.411           |                    | 11               |
| 12                         | 2   | Stoffel Vandoorne | McLaren-Renault           | 1:12.463           | 1:12.440           |                    | 12               |
| 13                         | 35  | Sergej Sirotkin   | Williams-Mercedes         | 1:12.706           | 1:12.521           |                    | 13               |
| 14                         | 16  | Charles Leclerc   | Sauber-Ferrari            | 1:12.829           | 1:12.714           |                    | 14               |
| 15                         | 8   | Romain Grosjean   | Haas-Ferrari              | 1:12.930           | 1:12.728           |                    | 18               |
| 16                         | 28  | Brendon Hartley   | Scuderia Toro Rosso-Honda | 1:13.179           |                    |                    | 15               |
| 17                         | 9   | Marcus Ericsson   | Sauber-Ferrari            | 1:13.265           |                    |                    | 16               |
| 18                         | 18  | Lance Stroll      | Williams-Mercedes         | 1:13.323           |                    |                    | 17               |
| 19                         | 20  | Kevin Magnussen   | Haas-Ferrari              | 1:13.393           |                    |                    | 19               |
| 107% času vítěze: 1:17.053 |     |                   |                           |                    |                    |                    |                  |
| —                          | 33  | Max Verstappen    | Red Bull Racing-TAG Heuer | Bez času           |                    |                    | 20               |
| Zdroj:                     |     |                   |                           |                    |                    |                    |                  |

Poznámky
1. ↑  Romain Grosjean obdržel trest posunu o 3 místa vzad za zavinění kolize v předchozím závodě.
2. ↑  Max Verstappen nezaznamenal čas, kterým by se kvalifikoval ve 107 % času vítěze. Start mu byl povolen sportovními komisaři. Zároveň obdržel trest posunu o 15 míst vzad - 5 kvůli neplánované výměně převodovky a 10 kvůli použití třetího MGU-K.

## Závod
| Poř.   | No. | Jezdec            | Konstruktér               | Počet kol | Čas/Odstoupení | Pořadí na startu | Body |
| ------ | --- | ----------------- | ------------------------- | --------- | -------------- | ---------------- | ---- |
| 1      | 3   | Daniel Ricciardo  | Red Bull Racing-TAG Heuer | 78        | 1:42:54.807    | 1                | 25   |
| 2      | 5   | Sebastian Vettel  | Ferrari                   | 78        | +7.336         | 2                | 18   |
| 3      | 44  | Lewis Hamilton    | Mercedes                  | 78        | +17.013        | 3                | 15   |
| 4      | 7   | Kimi Räikkönen    | Ferrari                   | 78        | +18.127        | 4                | 12   |
| 5      | 77  | Valtteri Bottas   | Mercedes                  | 78        | +18.822        | 5                | 10   |
| 6      | 31  | Esteban Ocon      | Force India-Mercedes      | 78        | +23.667        | 6                | 8    |
| 7      | 10  | Pierre Gasly      | Scuderia Toro Rosso-Honda | 78        | +24.331        | 10               | 6    |
| 8      | 27  | Nico Hülkenberg   | Renault                   | 78        | +24.839        | 11               | 4    |
| 9      | 33  | Max Verstappen    | Red Bull Racing-TAG Heuer | 78        | +25.317        | 20               | 2    |
| 10     | 55  | Carlos Sainz Jr.  | Renault                   | 78        | +1:09.013      | 8                | 1    |
| 11     | 9   | Marcus Ericsson   | Sauber-Ferrari            | 78        | +1:09.864      | 16               |      |
| 12     | 11  | Sergio Pérez      | Force India-Mercedes      | 78        | +1:10.461      | 9                |      |
| 13     | 20  | Kevin Magnussen   | Haas-Ferrari              | 78        | +1:14.823      | 19               |      |
| 14     | 2   | Stoffel Vandoorne | McLaren-Renault           | 77        | +1 kolo        | 12               |      |
| 15     | 8   | Romain Grosjean   | Haas-Ferrari              | 77        | +1 kolo        | 18               |      |
| 16     | 35  | Sergej Sirotkin   | Williams-Mercedes         | 77        | +1 kolo        | 13               |      |
| 17     | 18  | Lance Stroll      | Williams-Mercedes         | 76        | +2 kola        | 17               |      |
| 18     | 16  | Charles Leclerc   | Sauber-Ferrari            | 70        | Kolize         | 14               |      |
| 19     | 28  | Brendon Hartley   | Scuderia Toro Rosso-Honda | 70        | Kolize         | 15               |      |
| Ret    | 14  | Fernando Alonso   | McLaren-Renault           | 52        | Převodovka     | 7                |      |
| Zdroj: |     |                   |                           |           |                |                  |      |

Poznámky
1. 1 2  Charles Leclerc a Brendon Hartley odstoupili ze závodu, ale byli klasifikováni, protože odjeli více než 90 % délky závodu. Hartley byl klasifikován před Leclercem, protože Lecrerc obdržel trest přičtení 5 sekund k času v cíli za překročený rychlosti v boxové uličce.

## Průběžné pořadí po závodě
Pohár jezdců
|   | Pořadí | Jezdec           | Body |
| - | ------ | ---------------- | ---- |
|   | 1      | Lewis Hamilton   | 110  |
|   | 2      | Sebastian Vettel | 96   |
| 2 | 3      | Daniel Ricciardo | 72   |
| 1 | 4      | Valtteri Bottas  | 68   |
| 1 | 5      | Kimi Räikkönen   | 60   |

Pohár konstruktérů
|  | Pořadí | Konstruktér               | Body |
|  | ------ | ------------------------- | ---- |
|  | 1      | Mercedes                  | 178  |
|  | 2      | Ferrari                   | 156  |
|  | 3      | Red Bull Racing-TAG Heuer | 107  |
|  | 4      | Renault                   | 46   |
|  | 5      | McLaren-Renault           | 40   |